# Opt-out
El término opt-out (literalmente: "optar por salir") hace referencia a varios métodos por los que los usuarios pueden evitar recibir productos o publicidad no deseados. Estos métodos son normalmente asociados a campañas de marketing directo como, marketing de correo electrónico, o correo directo. Una lista o directorio de quienes han escogido salir se denomina una Lista Robinson.

## Marketing de correo electrónico
En el contexto del marketing de correo electrónico, un enlace clickable o un botón de "opt-out" pueden incluirse para notificar al servicio encargado de enviar los correos que el usuario no desea recibir más correos electrónicos en el futuro. Aunque el 95% de todos los correos electrónicos procedentes de servicios de correos masivos incluyen este tipo de característica, spammers y otros agentes maliciosos también pueden incluir este tipo de enlaces. Sin embargo, en este último caso, el enlace se emplea para confirmar al proveedor que la dirección de correo es válida y está en uso, pudiendo dar lugar a más contenido indeseado.

## Publicidad En línea
La publicidad dirigida y la segmentación por comportamiento son tecnologías y técnicas utilizadas principalmente en la publicidad en línea para aumentar la efectividad de los anuncios. Al capturar datos generados por los visitantes de sitios webs y páginas de destino, los anuncios aparecen de forma estratégica para llegar a un público basado en rasgos demográficos, psicográficos, variables de comportamiento (tales como el historial de productos comprados), variables firmográficas u otras actividades de segundo orden que sirvan como proxy para dichos rasgos.

### Opt-out cookies
Muchas de las empresas de publicidad en línea ofrecen "opt-out cookies" a los usuarios. Las "opt-out cookies" son cookies creadas por empresas de publicidad para permitir al usuario bloquear y prevenir que otras empresas instalen cookies publicitarias de terceros. Las "opt-out cookies" son específicas para un servidor, por lo que solamente bloquean cookies de una sola empresa concreta. Para realizar un bloqueo más genérico, los usuarios deben configurar las cookies desde la configuración de sus navegadores.

### Encabezado HTTP "No Rastrear"
"No Rastrear" (DNT, del inglés "Do Not Track") es un campo del encabezamiento HTTP que solicita a una aplicación o sitio de web que deshabilite su rastreo directo o indirecto dirigido a usuarios individuales.
El nombre del campo es DNT y actualmente acepta tres valores:
- 1, cuándo el usuario no quiere ser rastreado (opt-out)
- 0, cuándo el usuario consiente el rastreo (opt-in)
- Null (Ningún encabezado enviado), cuándo el usuario no ha expresado una preferencia. [cita requerida]

## Sistema de posicionamiento Wi-Fi
Los sistemas de posicionamiento basados en Wi-Fi aprovechan el rápido crecimiento de los puntos de acceso en zonas urbanas, y son usados por empresas como Google, Apple o Microsoft para obtener datos sobre la localización de sus clientes; con el fin de proveer un mejor servicio. La técnica de localización está basada en medir la intensidad de la señal recibida y la huella del punto de acceso. Aun así algunos usuarios han expresado preocupación acerca de su intimidad siendo afectada por este tipo de sistemas de posicionamiento no solicitados, y han pedido alternativas de opt-out.
Google sugirió la creación de un enfoque unificado para evitar participar en sistemas de posicionamiento Wi-Fi. Se ha sugerido el uso de la extensión "_nomap" en el nombre de un punto de acceso inalámbrico para excluirlo de la base de datos de posicionamiento Wi-Fi de Google.